# Lycodapus microchir
Lycodapus microchir és una espècie de peix de la família dels zoàrcids i de l'ordre dels perciformes.

## Morfologia
- Els mascles poden assolir 7,7 cm de longitud total.[4][5]

## Hàbitat
És un peix marí i d'aigües profundes que viu entre 50-1.780 m de fondària.

## Distribució geogràfica
Es troba des de les Illes Ryukyu fins al Mar de Bering i incloent-hi el Mar d'Okhotsk.

## Observacions
És inofensiu per als humans.